# Gołąbek duży
Gołąbek duży (Geopelia humeralis) – gatunek średniej wielkości ptaka z rodziny gołębiowatych (Columbidae), podrodziny treronów. Występuje w Australii i Nowej Gwinei.
Podgatunki i zasięg występowania
Wyróżnia się następujące podgatunki:
- G. h. gregalis Bangs & J.L. Peters, 1926 – południowa Nowa Gwinea
- G. h. headlandi Mathews, 1913 – północno-centralna Australia Zachodnia
- G. h. inexpectata Mathews, 1912 – północna Australia, półwysep Jork
- G. h. humeralis (Temminck, 1821) – wschodnia Australia

Morfologia
Długość ciała wynosi 26–29 cm, masa ciała 130 g. Pióra na wierzchu ciała szarobrązowe z czarnymi obrzeżeniami, na karku z miedzianym połyskiem. Zewnętrzne sterówki białe, podobnie jak spód ciała i boki. Głowa i pierś szaroniebieskawe. Dziób szary, tęczówki jasnobrązowe do żółtych. Ma niebieskoszarą lub różowawą obrączkę oczną.
Zachowanie
Przebywa w stadach i małych grupach, niekiedy żeruje z innymi gatunkami na ziemi. Żywi się nasionami i zielonymi częściami roślin, głównie traw. Spłoszony, ucieka na najbliższe drzewo.
Lęgi
Gołąbek duży może wyprowadzać lęgi przez cały rok, jednak zazwyczaj między lutym a kwietniem na północy i wrześniem a styczniem w pozostałych rejonach występowania. Gniazdo stanowi platforma z patyków i korzeni, umieszczona w rozwidleniu lub na gałęzi, 1–4 m nad ziemią. Samica składa 2 białe jaja. Inkubacja trwa 14–16 dni. Oba ptaki z pary biorą udział w wysiadywaniu i karmieniu młodych, które są w pełni opierzone po 16–21 dniach od wyklucia.
StatusMiędzynarodowa Unia Ochrony Przyrody (IUCN) uznaje gołąbka dużego za gatunek najmniejszej troski (LC – Least Concern) nieprzerwanie od 1988 roku. Trend liczebności populacji uznaje się za stabilny.